# Jekatierina Sytniak
Jekatierina Jurjewna Sytniak (ros. Екатерина Юрьевна Сытняк; ur. 19 czerwca 1982 w Moskwie) – rosyjska koszykarka występująca na pozycjach niskiej i silnej skrzydłowej.

## Osiągnięcia
Stan na 7 sierpnia 2016, na podstawie, o ile nie zaznaczono inaczej.
Drużynowe
- Mistrzyni:
  - Eurocup (2013)
  - Polski (2004, 2005)
- Wicemistrzyni:
  - Euroligi (2004)
  - Rosji (2006)
- Brązowa medalistka mistrzostw Rosji (2007)
- Zdobywczyni Pucharu Polski (2005)
- Uczestniczka rozgrywek:
  - Euroligi (2003/04, 2005–2008)
  - Eurocup (2009–2013)

Indywidualne
- Uczestniczka meczu gwiazd PLKK (2003)[2]
- Miss Foto meczu gwiazd PLKK (2003)[2]

Reprezentacja
- Mistrzyni Europy U–18 (2000)
- Wicemistrzyni:
  - Europy U–20 (2002)
  - świata U–19 (2001)
- Uczestniczka mistrzostw świata U–21 (2003 – 6. miejsce)